# Raúl Enríquez
Raúl Enríquez Arámbula (nació el 20 de mayo de 1985 en Armería, Colima) es un exfutbolista y entrenador mexicano; jugaba como delantero. Debutó en la Primera División de México con Jaguares de Chiapas y su último equipo fue Halcones de Zapopan en la Liga de Balompié Mexicano.
También jugó para Petroleros de Salamanca, Club Tijuana, Dorados de Sinaloa, Mineros de Zacatecas y F.C. Juárez.
Es el goleador histórico de los Xoloitzcuintles, al sumar 81 tantos entre la Liga de Ascenso de México y la Primera División de México.

## Trayectoria

### Inicios
Debutó en la Tercera División de México con Gallos del Atlético Armería. 
Después de conquistar el título de goleo en la Segunda División de México, durante la Temporada 2004-2005, fue fichado por Jaguares de Chiapas, con la intención de sumar minutos en la recién instaurada regla del menor 20/11 en el Apertura 2005. Debutó en la Primera División de México el 30 de julio del 2005, enfrentando a las Chivas Rayadas del Guadalajara en el Estadio Jalisco, en partido correspondiente a la Jornada 1 del Apertura 2005; Enríquez ingresó al terreno de juego al minuto 66 por el chileno Álvaro Sarabia. El partido finalizó 1-1. 
En su estancia de dos Temporadas con los Naranjas, el "Mamas" tuvo mayor regularidad con Petroleros de Salamanca, club filial de los chiapanecos en la División de Plata; en el Apertura 2006 con los Guindas disputó la Final ante el Club Puebla, el marcador global fue 3-3, pero los Camoteros se impusieron en la tanda de penales 6-5. 

### Club Tijuana
De cara al Apertura 2007, llegó al conjunto fronterizo en compra definitiva, donde inmediatamente se convirtió en la pieza clave para el ataque y también en ídolo de la afición, en el Apertura 2008 fue Campeón de goleo al marcar 14 anotaciones. Con los Xoloitzcuintles ganó el Apertura 2010 y la Final de Ascenso 2010-11.  
Tras el ascenso perdió la titularidad por jugadores como Dayro Moreno, José Sand y más tarde con Duvier Riascos y Alfredo David Moreno.
Integró el plantel que conquistó el título del Apertura 2012, el primero en la historia del club en el Máximo Circuito, después de derrotar por marcador global de 4-1 a Toluca. 
Estando con Dorados de Sinaloa y debido a las lesiones de los delanteros de Xolos, fue requerido para el partido ante Club Universidad Nacional en el Apertura 2013, colaborando con una asistencia –gol de Fidel Martínez– y anotando el segundo gol de la victoria y marcando así el gol número 100 en Primera División del Club Tijuana.

### Dorados de Sinaloa
El 5 de junio del 2013, junto a los también elementos de Xolos, Joshua Abrego y Diego Olsina, pasó a los Dorados de Sinaloa.
Con los Aurinegros ganó el Clausura 2015 y la Final de Ascenso 2014-15; además fue Campeón de goleo de la Copa MX Clausura 2015, junto a Aldo de Nigris (C. D. Guadalajara) y Hércules Gómez (Club Puebla), al marcar cinco tantos. 

### Zacatecas
En diciembre del 2015, Dorados hizo oficial la salida de Raúl Enríquez, Roberto Nurse y Christian López, con destino a Mineros de Zacatecas. 

### Juárez
Jugó las Temporadas 2016-2017 y 2017-2018, con F. C. Juárez.

## Estadísticas
| Petroleros de Salamanca · México                        |               |               |     |     |    |    |    |     |     |     |
| 2ª                                                      | 2005-06       | 18            | 9   | -   | -  | -  | -  | 18  | 9   |     |
| 2ª                                                      | 2006-07       | 36            | 17  | -   | -  | -  | -  | 36  | 17  |     |
| Total club                                              | Total club    | 54            | 26  | 0   | 0  | 0  | 0  | 54  | 26  |     |
| Jaguares de Chiapas · México                            |               |               |     |     |    |    |    |     |     |     |
| 1ª                                                      | 2005-06       | 9             | 0   | -   | -  | -  | -  | 9   | 0   |     |
| 1ª                                                      | 2006-07       | 2             | 0   | -   | -  | -  | -  | 2   | 0   |     |
| Total club                                              | Total club    | 11            | 0   | 0   | 0  | 0  | 0  | 11  | 0   |     |
| Club Tijuana · México                                   |               |               |     |     |    |    |    |     |     |     |
| 2ª                                                      |               |               |     |     |    |    |    |     |     |     |
| 2007-08                                                 | 32            | 9             | -   | -   | -  | -  | 32 | 9   |     |     |
| 2008-09                                                 | 38            | 30            | -   | -   | -  | -  | 38 | 30  |     |     |
| 2009-10                                                 | 29            | 19            | -   | -   | -  | -  | 29 | 19  |     |     |
| 2010-11                                                 | 39            | 14            | -   | -   | -  | -  | 39 | 14  |     |     |
| 1ª                                                      | 2011-12       | 22            | 3   | -   | -  | -  | -  | 22  | 3   |     |
| 1ª                                                      | 2012-13       | 22            | 2   | 7   | 3  | 4  | 0  | 33  | 5   |     |
| 1ª                                                      | 2013          | 9             | 1   | -   | -  | 1  | 0  | 10  | 1   |     |
| Total club                                              | Total club    | 191           | 78  | 7   | 3  | 5  | 0  | 203 | 81  |     |
| Dorados de Sinaloa · México                             |               |               |     |     |    |    |    |     |     |     |
| 2ª                                                      | 2013-14       | 16            | 8   | 1   | 0  | -  | -  | 17  | 8   |     |
| 2ª                                                      | 2014-15       | 22            | 7   | 7   | 6  | -  | -  | 29  | 13  |     |
| 1ª                                                      | 2015          | 6             | 0   | 6   | 3  | -  | -  | 12  | 3   |     |
| Total club                                              | Total club    | 44            | 15  | 14  | 9  | 0  | 0  | 58  | 24  |     |
| Zacatecas · México                                      |               |               |     |     |    |    |    |     |     |     |
| 2ª                                                      | 2016          | 19            | 2   | 3   | 2  | -  | -  | 22  | 4   |     |
| Total club                                              | Total club    | 19            | 2   | 3   | 2  | 0  | 0  | 22  | 4   |     |
| F. C. Juárez · México                                   |               |               |     |     |    |    |    |     |     |     |
| 2ª                                                      | 2016-17       | 31            | 0   | 9   | 5  | -  | -  | 40  | 5   |     |
| 2ª                                                      | 2017-18       | 11            | 2   | 6   | 1  | -  | -  | 17  | 3   |     |
| Total club                                              | Total club    | 42            | 2   | 15  | 6  | 0  | 0  | 57  | 8   |     |
| Total carrera                                           | Total carrera | Total carrera | 332 | 123 | 34 | 20 | 5  | 0   | 371 | 143 |
| (1)Incluye datos de la Copa México. (2)Incluye datos de |               |               |     |     |    |    |    |     |     |     |

## Palmarés

### Futbolista
Campeonatos nacionales
| Categoría                  | Título                | Club               | País   |
| -------------------------- | --------------------- | ------------------ | ------ |
| Liga de Ascenso de México  | Apertura 2010         | Club Tijuana       | México |
| Liga de Ascenso de México  | Final de Ascenso 2011 | Club Tijuana       | México |
| Primera División de México | Apertura 2012         | Club Tijuana       | México |
| Liga de Ascenso de México  | Clausura 2015         | Dorados de Sinaloa | México |
| Liga de Ascenso de México  | Final de Ascenso 2015 | Dorados de Sinaloa | México |

Logros individuales
| Distinción                        | Torneo         |
| --------------------------------- | -------------- |
| Campeón de goleo (14 anotaciones) | Apertura 2008  |
| Campeón de goleo (5 anotaciones)  | Copa MX C-2015 |